# Joseph Akpala
Joseph Eneojo Akpala (Jos, 24 agosto 1986) è un allenatore di calcio ed ex calciatore nigeriano, di ruolo attaccante, vice allenatore del Club Bruges.

## Palmarès

### Individuale
- Capocannoniere del campionato nigeriano: 1

2005 (12 gol)
- Capocannoniere del campionato belga: 1

2007-2008 (18 gol)